# Ernst Kalinka
Ernst Kalinka (né à Vienne le 5 février 1865 et mort à Hall le 15 juin 1946) est un philologue classique autrichien.

## Biographie
Après des études au Schottengymnasium de Vienne, il étudie la philologie, l’histoire et l’archéologie anciennes, principalement auprès d’Otto Benndorf et de Wilhelm von Hartel, à l’université de Vienne. Il obtient 1889 son doctorat et passe sa Lehramtsprüfung de latin, grec et allemand, et en 1890 de propédeutique philosophique. Il enseigne en 1889 et 1890 au Gymnasium Wasagasse.
Il entreprend en 1890 et 1891 un voyage d’étude en Allemagne, France, Italie et Grèce, et accompagne Benndorf en Lycie en 1892.

## Source
- « Kalinka, Ernst », in Österreichisches Biographisches Lexikon 1815–1950, vol. 3, Österreichische Akademie der Wissenschaften, Vienne 1965, p. 193-194.